# Soylent (boisson)
Soylent est une marque de substituts de repas, créée en 2013 et fabriquée par l'entreprise américaine Rosa Foods. 
Les produits se présentent sous plusieurs formes de conditionnement et sont conçus pour couvrir intégralement les besoins nutritionnels humains. Ils sont donc proposés et distribués comme pouvant servir d'alimentation principale, voire unique, entraînant ainsi certains commentaires critiques (mais qui concernent toutes les marques de ce type de produits) et même, localement, un blocage de la distribution des produits concernés.

## Dénomination
Le nom de ce produit, qui se revendique comme un « clin d'œil », est lié au roman de science-fiction de Harry Harrison publié en 1966 et dénommé Make Room! Make Room! et qui fut ensuite adapté au cinéma en 1973 par Richard Fleischer, sous le titre anglais Soylent Green. Ce film est sorti dans les salles françaises sous le nom de Soleil vert,. 
Dans ce film, le nom désigne d’abord la multinationale fictive (Soylent company) qui fabrique le produit du même nom (Soylent Green) fabriqué à partir de cadavres humains (voir : Soylent sur le wiktionnaire).

## Historique
Son créateur, le développeur informatique Rob Rhinehart, installé à San Francisco lors de la conception du produit, a mené des recherches sur les besoins nutritionnels et a mis au point la formule par expérience individuelle et par ses propres recherches autodidactes en lisant des articles en ligne, livres et publications scientifiques.

## Concept
L'objectif de Rob Rhinehart est de « libérer le consommateur » de ce qui est pour lui une contrainte et une perte de temps : cuisiner et faire une pause pour se nourrir. Le produit est controversé pour être fièrement fabriqué à base d'OGM comme le stipule le site, ou pour nier la fonction sociale du repas. 
Il existe plusieurs types de produits alimentaires proposés à la vente : boissons et poudre (à l'origine), puis des barres (retirées ensuite de la distribution).
Soylent est, dès l'origine, un produit proposé pour le marché nord-américain, cependant des entrepreneurs étrangers tels que le créateur de Feed se sont inspirés de cette idée pour importer le concept, en Europe. Durant les années 2010 des produits tels que Huel (au Royaume-Uni), Ambronite (en Finlande), Mana (en République tchèque), Queal (créé à Rotterdam, aux Pays-Bas), Saturo (en Autriche), Bertrand (en Allemagne) et enfin Joylent, (à Amsterdam en 2014) et renommé Jimmy Joy.

### Polémiques et incidents
En octobre 2017, le Canada a interdit toute nouvelle expédition de Soylent en raison d'un non-respect de la réglementation canadienne sur les aliments visant les substituts de repas.
Selon un article publié sur le site de Lyon Capitale, l'entreprise a demandé à ses clients de ne plus consommer ses barres à la suite de la réception de plaintes de clients ayant déclaré des nausées et maux de ventre.
Concernant le concept de repas en poudre, les critiques concernent surtout la qualité nutritionnelle, l'absence de véritable repas, facteur de lien social, mais qui peut être utile dans certains cas, comme dans le cas des voyages en bateau effectués en solitaire.